# Aeollanthus paradoxus
Aeollanthus paradoxus là một loài thực vật có hoa trong họ Hoa môi. Loài này được (Hua) Hua & Briq. mô tả khoa học đầu tiên năm 1900.